# Gomiljani
Gomiljani (cyr. Гомиљани) – wieś w Bośni i Hercegowinie, w Republice Serbskiej, w mieście Trebinje. W 2013 roku liczyła 100 mieszkańców.